# 레바테인
레바테인(고대 노르드어: Lævateinn)은 북유럽 신화에서, 《고 에다》 중 〈푤스빈느르가 말하기를〉에서 언급되는 무기이다. 원문에는 "레바테인"이라는 이름이 나오지 않고 헤바테인(고대 노르드어: Hævateinn)이라고 나오는데, 소푸스 부게를 비롯한 학자들이 "레바테인"으로 교정했다. "레바테인"이란 "상처입히는 나뭇가지"라는 뜻으로, 검을 가리키는 케닝이다.
수르트의 아내 신마라가 옆에 끼고 있는 "레갸른"이라는 이름의 무쇠 상자 속에 들어있고, 레갸른은 아홉 개의 자물쇠로 잠겨 있다고 하는데, 그 이상의 정보는 불명이다.

## 출전
이 무기는 〈푤스빈느르가 말하기를〉에서 아주 짤막하게 언급되는데, 학자마다 번역이 상이하여 두 판본을 병기한다.

| 헨리 애덤스 벨로우스의 번역: 스비프다그가 말하였다 "이제 내 질문에 대답하여라, 푤스비드르. 나는 그 답을 알아야겠느니라. 비도프니르를 저 아래 헬의 저택으로 보내버릴 수 있는 무기가 무엇인가?" 푤스비스가 말하였다 "그곳에 레반테인이 있으니, 그것은 롭트가 룬 문자로 한때 죽음의 문 옆에 만든 것이다. 레갸른(Lægjarn)의 상자 옆에 신마라가 앉았으니, 상자에 아홉 개의 자물쇠가 단단히 채워졌다." | 벤저민 소프의 번역: 말해다오, 푤스비드르! 비도프니르를 헬의 저택으로 떨어뜨려 버릴 수 있는 무기가 과연 있는가? 푤스비스. 헤바테인이라는 이름의 잔가지가 있으니, 롭트가 그것을 꺾어내어 죽음의 문 아래로 끌어내렸다. 신마라의 옆에 놓여진 무쇠 상자 속에 그것이 들어 있으니 아홉 개의 튼튼한 자물쇠가 지키고 있노라. |  |

## 참고 자료
- Bellows, Henry Adams (Trans.) (2004). The Poetic Edda: The Mythological Poems. Courier Dover Publications. ISBN 0-486-43710-8
- Thorpe, Benjamin (Trans.) (1907). The Elder Edda of Saemund Sigfusson. Norrœna Society.